# L'ombra e la grazia
L'ombra e la grazia (titolo orig. La pesanteur et la grâce) è una raccolta postuma di pensieri della filosofa e mistica francese Simone Weil.

## Contenuti
Gustave Thibon li selezionò e ordinò per tematiche, attingendo dai diari scritti dalla Weil fra il 1940 e il 1942 (i cosiddetti Quaderni di Marsiglia). Fu la stessa Weil ad affidare i propri diari a Thibon, autorizzandolo a «leggerne i passi che vorrà a chi vorrà [...]. Se per 3 o 4 anni non sentirà parlare di me, se ne consideri interamente proprietario». Questa selezione fu pubblicata dalla casa editrice Plon nel 1947 e, secondo Georges Hourdin, «l'apparizione del volumetto suscitò immediatamente un'eco strepitosa nei lettori. Un soffio di purezza scorse improvviso su un'umanità che all'indomani della guerra non osava più guardarsi allo specchio».
L'opera fu tradotta in lingua italiana da Franco Fortini, una versione sempre riproposta.
Il libro riprende due concetti chiave dell'antropologia di Nicolas Malebranche che afferma che l'anima umana si trova come sul piatto di una bilancia in cui il peso del corpo l'abbassa, mentre solo la grazia di Dio è in grado di elevarla.

## Edizioni
- L'ombra e la grazia, traduzione di Franco Fortini, Introduzione di Gustave Thibon, Milano, Edizioni di Comunità, 1951, 2021, ISBN 978-88-320-0574-5. - Introduzione di Georges Hourdin, Milano, Rusconi, 1985; Prefazione di Maria Bettetini, Rusconi, 1996, ISBN 978-88-185-9002-9; Collana Testi a fronte, Milano, Bompiani, 2002, ISBN 978-88-452-9162-3; Collana Saggi e documenti del Novecento, Milano, SE, 2021, ISBN 978-88-672-3633-6.
- (EN) Gravity and Grace, introduzioni di Gustave Thibon e Thomas R. Nevin, Lincoln, University of Nebraska, 1997, ISBN 0-8032-9800-5.
- (EN) Gravity and Grace, Abingdon, Routledge, 2002, ISBN 978-0-415-29001-2.